# Peter Zinecker
Peter Zinecker (* 16. August 1930 in Freiheit an der Aupa; † 7. Oktober 2022 in Halle/Saale) war ein deutscher Metallgestalter.

## Leben und Werk
Zineckers absolvierte von 1936 bis 1945 die Volksschule. Während des Zweiten Weltkriegs wurde sein Vater als Volkssturmmann vermisst. Die Mutter Zineckers kam mit ihm und seiner Schwester 1945 als Vertriebene aus Nordböhmen in den Kreis Sangerhausen. Zinecker besuchte dort die Oberschule und machte 1949 das Abitur. Von 1949 bis 1950 absolvierte er eine Lehre als Dekorationsmaler. Von 1951 bis 1957 studierte er am Institut für künstlerische Werkgestaltung Burg Giebichenstein, zuerst im Grundlagenstudium bei Willi Sitte, dann auf Einladung Karl Müllers in dessen Metallklasse. Er machte 1955 die Gehilfenprüfung als Gürtler. Für sein Diplom als Werkkünstler der Metallgestaltung schrieb er die Arbeit Alte und neue Werkstoffe in der Werkkunst. Mit Müller blieb Zinecker bis zu dessen Ableben eng verbunden. Er widmete ihm 1972 in der Zeitschrift Uhren und Schmuck einen Nachruf.
Während des Studiums lernte Zinecker Karin Riebensahm kennen, die er heiratete. Die Ehe wurde 1965 geschieden. Beide arbeiteten aber weiter im gemeinsamen Atelier zusammen. Zinecker heiratete dann wieder und hatte mit seiner Frau Almut vier Kinder.
Als Student war Zinecker 1955 in das baufällige älteste Wohnhaus Giebichensteins am Bartholomäusberg, in der heutigen Burgstraße 2, gezogen. Dort wohnte er dann mit seiner Familie, bis sie 1986 eine geräumigere Wohnung in der Innenstadt Halles erhielten.
Ab 1957 arbeitete Zinecker in Halle freischaffend als Gürtler, Silber- und Goldschmied und Holzbildner. 1960/1961 baute er sich eine Modellwerkstatt für Städtebau auf. Ab etwa 1965 beschäftigte er sich verstärkt mit Schmuck für den individuellen Bedarf, mit Holzarbeiten und Sachfotografie. Zinecker erhielt u. a. Aufträge staatlicher wie auch kirchlicher Stellen und schuf profane und sakrale Gerätschaften und Gefäße, Schmuck und Plastiken. Sakrale Werke Zineckers befinden sich u. a. in der Magdalenenkapelle Halle, in Sangerhausen in der Herz-Jesu-Kirche (Sangerhausen) und in der Katholischen Pfarrei St. Jutta (Monstranz, 1968, Silber, vergoldet, Quarze) sowie in der Pfarrkirche St. Peter und Paul in Görlitz. Für die Ingenieurhochschule für Seefahrt Warnemünde/Wustrow fertigte er eine Rektorenkette.
Ab 1988 musste Zinecker seine Arbeit wegen starker Beeinträchtigung seines Sehvermögens einschränken, das erst 1996 durch eine Operation wieder verbessert werden konnte.
Zinecker war von 1957 bis 1990 Mitglied des Verbands Bildender Künstler der DDR und gehörte dem Halleschen Kunstverein an.
Das Grab Zineckers befindet sich in Halle auf dem Friedhof Trotha St. Briccius.

## Selbstrezeption
„Eigentlich bin ich gar kein Künstler. Künstler ist nicht wichtig. Wenn schon, dann Werkkünstler. Ich selbst begreife mich vielmehr als Handwerker, und zwar als Handwerker in altem Sinn.“

## Ausstellungen (unvollständig)

### Personalausstellungen
- 1998: Halle/Saale, Christian-Wolff-Haus des halleschen Stadtmuseums („Peter Zinecker (Halle/Saale) – Arbeiten in Gold und Silber 1957–1997“)

### Teilnahme an Gruppenausstellungen
- 1962: Halle/Saale, Staatliche Galerie Moritzburg (Kunstausstellung des Verbands Bildender Künstler der DDR, Bezirk Halle)
- 1969: Leipzig, Grassimuseum („Kunsthandwerk im Grassimuseum“)
- 1969: Leipzig, Messehaus am Markt („Kunst und Sport“)
- 1969 und 1979: Halle/Saale, Bezirkskunstausstellungen
- 1979/1980: Hannover, Kunstverein Hannover („Kunst aus der DDR. Bezirk Halle“)
- 1981/1982: Halle/Saale, Staatliche Galerie Moritzburg („Metallgestaltung in der DDR I“)